# فرودگاه ول‌دلاپاسکوا
فرودگاه ول‌دلاپاسکوا (به انگلیسی: Valle de la Pascua Airport)  یک فرودگاه همگانی  با کد یاتا VDP است که یک باند فرود آسفالت دارد و طول باند آن ۱۵۰۰ متر است. این فرودگاه در  کشور ونزوئلا قرار دارد و در ارتفاع ۱۲۵ متری از سطح دریا واقع شده است.